# ネンタースハウゼン (ヘッセン)
ネンタースハウゼン (ドイツ語: Nentershausen) はドイツ連邦共和国ヘッセン州カッセル行政管区のヘルスフェルト＝ローテンブルク郡に属す町村（以下、本項では便宜上「町」と記述する）である。

## 地理

### 位置
この町は、東ヘッセン山間部のヘルスフェルト＝ローテンブルク郡に位置している。西をフルダ川、東をヴェラ川にはさまれたリヒェルスドルファー山地の中央に位置する。町域はハーゼル川の流域に属す。ハーゼル川はゾントラ付近でゾントラ川に注ぐ。
最寄りの大きな街には、バート・ヘルスフェルト（約 25 km 南西）、アイゼナハ（約 30 km 東）、エシュヴェーゲ（約 25 km 北）がある。

### 隣接する市町村
ネンタースハウゼンは、北と東はゾントラ（ヴェラ＝マイスナー郡）、南東はヴィルデック、南はロンスハウゼン、西はベーブラおよびコルンベルク（以上、ヘルスフェルト＝ローテンブルク郡）と境を接している。

### 自治体の構成
この町は、ネンタースハウゼン地区の他、バウハウス、デンス、メンヒホスバッハ、ジュス、ヴァイセンハーゼルの各地区からなる。

## 歴史
この町の集落の最初の記録は、ヘルマースハウゼン修道院（現在はレーンブリックに属す）の徴税台帳に遺されている。この文書には、1120年にハーゼルスが Hasolo in Thuringia という名称で記述されている。Tense が1195年に記録され、1267年にはヘルマン・フォオン・トロットが Susse をラウターベルクのレーエンとして獲得した記録がある。他の集落も14世紀中に記録されている。
1300年頃にルートヴィヒ1世フォン・バウムバッハがタネンベルク城を建設した。この城はヘルスフェルト修道院のレーエン城砦となった。ネンタースハウゼン集落は、1323年に初めてブランケンハイム修道院の文書に記録されている、この修道院はヘルスフェルト修道院の娘修道院であった。1365年にはすでにバウムバッハ領主家はヘルスフェルト修道院からレーエンとして多くの所領を与えられていた。この領主家は、ネンタースハウゼンとその周辺に農場と下級裁判家を有していた。バウムバッハ家は1578年に上級裁判権をヘッセン方伯に移譲しなければならなかった。これ以後その裁判管区から行政上のアムト・ゾントラが形成された。下級裁判権は1806年までバウムバッハ家に残された。
1771年頃アムト・ネンタースハウゼン（あるいは同裁判区）には以下の集落が含まれていた: ネンタースハウゼン、デンス、ブランケンバッハ、マハトロス、ヴァイセンハーゼル、ジュス、ボッセローデ、ラスドルフおよびタネンベルク農場、ベラース農場、バウハウス農場。フランス統治時代、すなわち1807年から1813年のヴェストファーレン王国の時代、ネンタースハウゼンはネンタースハウゼン小郡の主邑であった。1821年からこの集落はローテンブルク (フルダ) 郡に、1972年からはヘルスフェルト＝ローテンブルク郡の一部であった。
2011年までこの集落は、州指定のルフトクアオルトであった。

### 町村合併
地域再編の時代、1971年12月31日に、それまで独立していたバウハウス、デンス、メンヒホスバッハ、ネンタースハウゼン、ジュス、ヴァイセンハーゼルが合併し、新たな自治体ネンタースハウゼンが形成された。

## 行政

### 議会
ネンタースハウゼンの町議会は、15議席からなる。

### 首長
2006年9月3日のネンタースハウゼン町長選挙の決選投票で、ラルフ・ヒルメス (SPD) は 71.7 % の票を獲得して町長に選出され、2007年1月1日に前町長ロタール・シュミットからその職を引き継いだ。

### 紋章
図柄: 6つの凸部を持つ鋸歯状の分割線で上下二分割。上部は銀地に3本の緑のモミの木。下部は銀地。底部に緑の三峰の山。その中に金のハンマーとタガネが配されている。
この町の紋章は、1981年11月4日にヘッセン州内務大臣の認可を得た。
解説: 紋章上部のモミの木は、森の豊かさを示している。6つの凸部をもつ鋸歯状の線は、6つの地区とタネンベルク城を意味している。ハンマーとタガネは鉱業の時代を表している。20世紀半ばまでネンタースハウゼンでは含銅粘板岩が採掘されていた。

### 自治体間共同事業
この町は、隣接するヘルレスハウゼンやゾントラ（ヴェラ＝マイスナー郡）とともに、2006年10月14日に自治体間共同事業目的連合を結成した。これ以後、この3市町村の緊密な連携が育成されている。その一部は、経済、文化（教育）、レジャー活動（観光業）、農業分野の共通の課題に対する包括的な活動についてすでに責任を負っている。

### 姉妹自治体
ネンタースハウゼンは以下の市区町村と姉妹自治体協定を結んでいる。
- リゲイユ（フランス語版、英語版）（フランス、アンドル＝エ＝ロワール県）1990年
- ブロッテローデ＝トルーゼタール（ドイツ語版）（ドイツ、テューリンゲン州）1990年
- シュテーグリッツ＝ツェーレンドルフ区（ドイツ、ベルリン）1966年。最初は旧シュテグリッツ区との姉妹自治体協定であった。

## 文化と見所

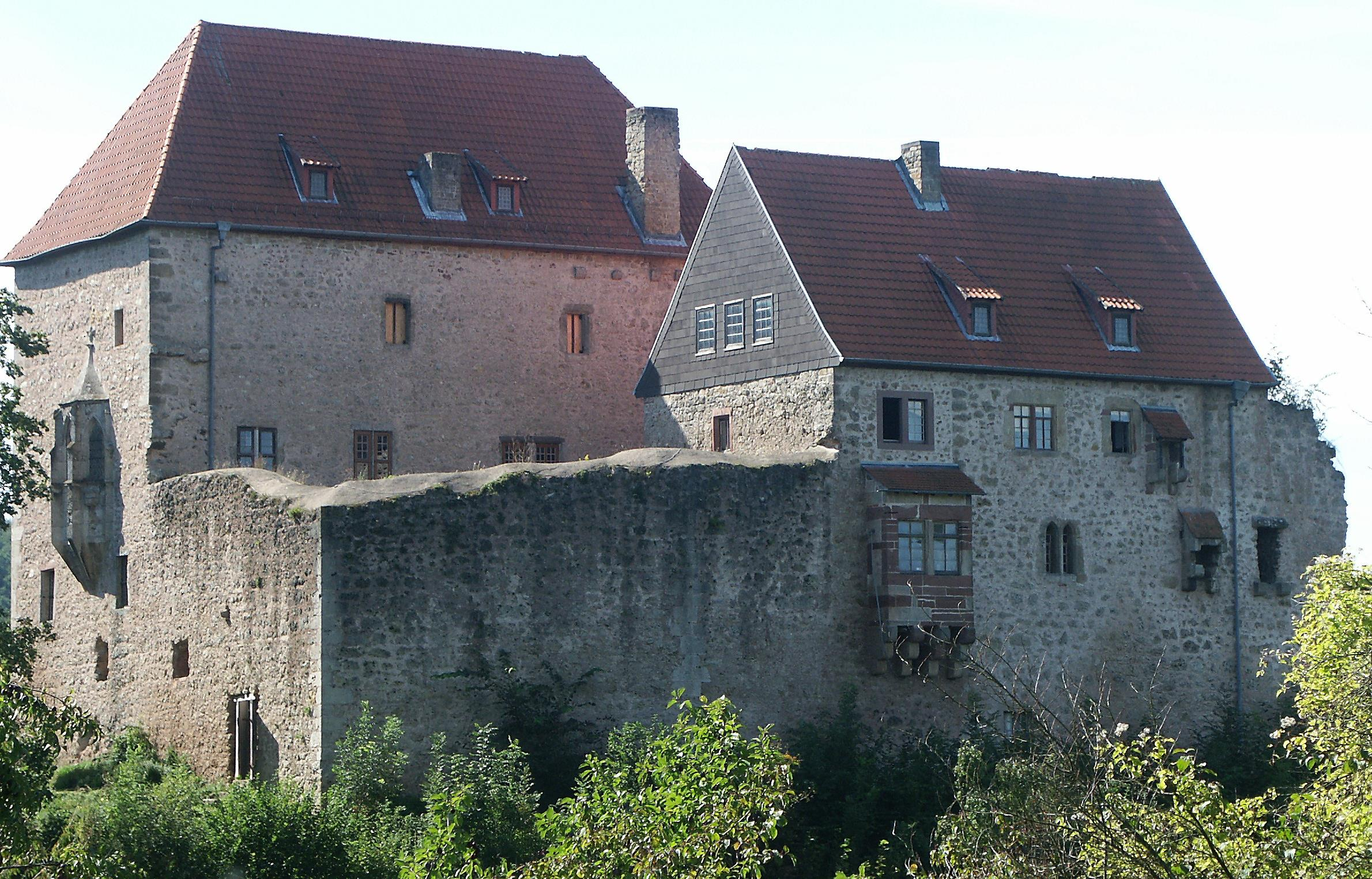
タネンベルク城

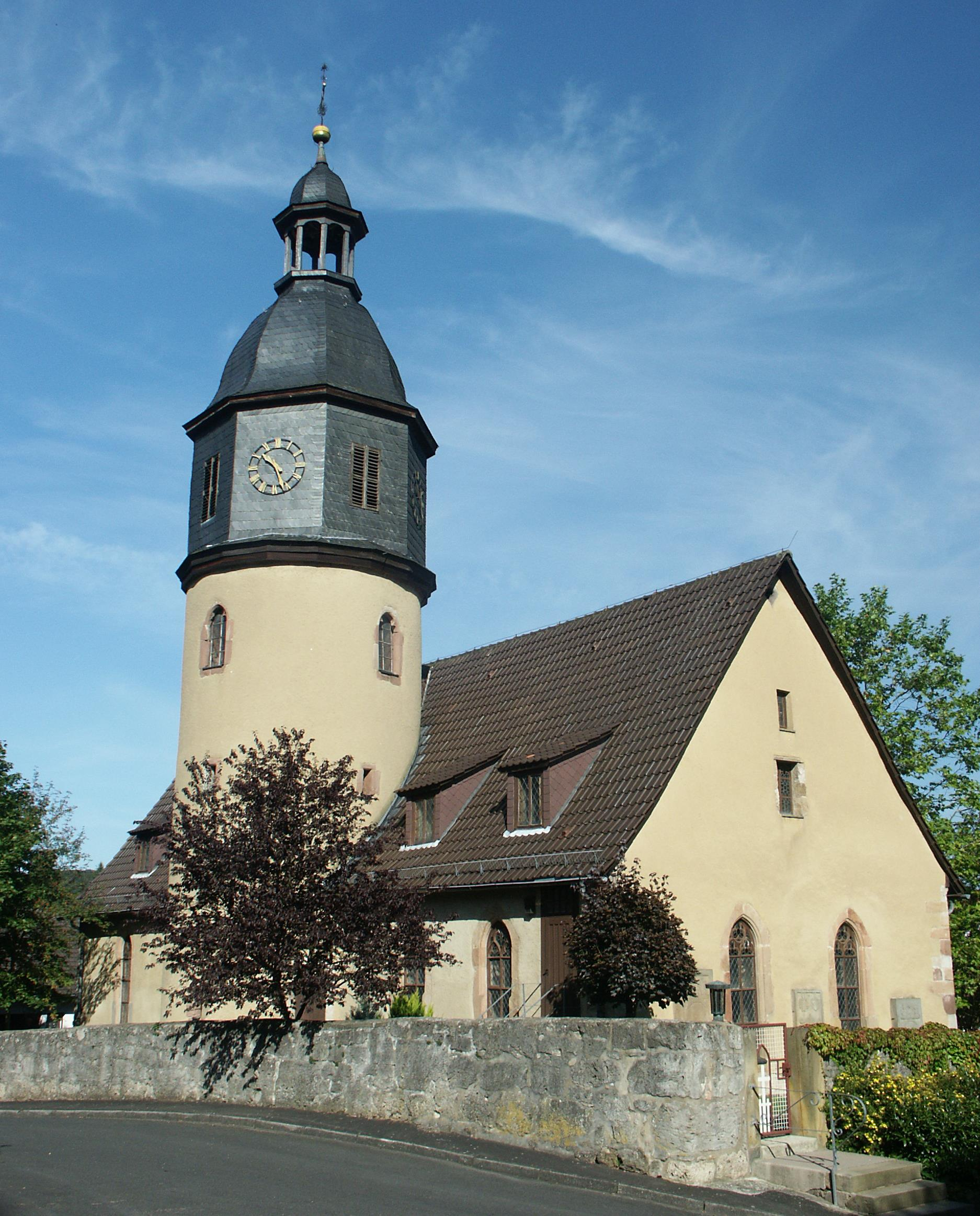
ネンタースハウゼンの福音主義教会

### 博物館
- 郷土・鉱業博物館（重点テーマは含銅粘板岩と重晶石の採掘）は旧区裁判所に入居している。

### 建造物
- タネンベルク城 - 13世紀にゴシック様式で建設された。1360年からバウムバッハ家の所有
- ネンタースハウゼン福音主義教会 - 1696年から1706年にバロック様式に改築された
- ネンタースハウゼンの木組みの町役場

### ユダヤの歴史
- シナゴーグ: 1810年頃建造された木組み建築は、1938年に荒らされ、1987年に取り壊され、ノイ＝アンスパハ近郊のヘッセンパーク（ドイツ語版、英語版）に再建された。古い聖櫃の一部がワシントンD.C.のホロコースト博物館に収蔵されている。宗教儀式に用いる浴槽であるミクワの新設後、2階席を含む建物と内装は1996年までに完成した。
- ユダヤ人墓地: この墓地は19世紀半ばに設けられ、1930年代まで埋葬が行われていた。

### 自然文化財
ネンタースハウゼンでは樹齢約600年のセイヨウシナノキの老木が保護されている。

### 年中行事
- デンザー湖祭
- タネンベルク城の城砦祭

- ヘッセンパークに移築されたネンタースハウゼンの旧シナゴーグ
- ネンタースハウゼンのセイヨウシナノキ

## 人物

### ゆかりの人物
- アドルフ・クニッゲ（1752年 - 1796年）著作家、評論家。1773年にヘンリエッテ・フォン・バウムバッハとタネンベルク城で結婚し、時折この城に住んだ。